# 加吾乡
加吾乡，是中华人民共和国青海省黄南藏族自治州同仁市下辖的一个乡镇级行政单位。

## 行政区划
加吾乡下辖以下地区：
协智村、俄毛村、吉仓村、加吾岗村、江日村和东维村。